# 王宪锺
王宪钟（罗马拼音：Wang Hsien Chung，1918年4月18日—1978年6月25日），美籍华裔数学家，中央研究院院士，在代数拓扑学、李群研究方面卓有贡献。

## 生平
1918年4月18日生于北京。1936年毕业于天津南开中学，同年入清华大学物理系。1941年昆明清华大学数学系毕业，1944年昆明清华大学研究院毕业，导师为陈省身教授。
1945年获英国文化委员会奖学金（British Council Scholarship），赴英国留学。1948年获英国曼彻斯特大学博士学位，导师为马克斯威尔·纽曼（Maxwell Newman）。在曼彻斯特大学时期，发现了代数拓扑学中以其命名的“王氏序列”（Wang Sequence）。
1948年─1949年任中央研究院数学研究所副研究员，1949年随中央研究院迁移台湾。
1949年由台湾去美国。1949年─1955年分别在路易斯安那州立大学、普林斯顿大学、阿拉巴马工学院从事研究和教学。1955年─1957年任教于西雅图华盛顿大学，1957年─1966年任西北大学 (伊利诺伊州)副教授、教授，1966年─1978年任康奈尔大学数学系教授。
1964年当选中華民國中央研究院第五屆（數理科學組）院士，1978年6月25日因白血病去世於美国纽约，終年60歲。